# Marianthus gracilis
Marianthus gracilis är en tvåhjärtbladig växtart som beskrevs av Osteng. Marianthus gracilis ingår i släktet Marianthus och familjen Pittosporaceae. Inga underarter finns listade.